# おおすみグループ
おおすみグループは、山口県山口市朝田に本部を置く株式会社大隅企業（おおすみグループ管理本部）を中核とし、運輸業、葬祭業、自動車修理工場などの企業からなる企業グループ。
タクシー事業は「大隅タクシー」の呼称を用いているが、鹿児島県曽於市（旧大隅国）の「大隅タクシー」とは無関係。

## 概要
1941年（昭和16年）に創業者の大隅健一が山口市中心商店街近くで靴修理の店を開いたのが始まりで、戦後タクシー事業を皮切りに各事業を展開する。創業地近くには永らく自社ビル（早間田ビル、大隅タクシー早間田営業所）があったが、一の坂川の河川改修事業のために取り壊されて存在しない。
創業のきっかけとなった靴修理・販売のほか、かつては喫茶店や旅館業も手がけていたが、いずれも既に撤退している。

## 運輸事業
タクシー事業は、グループの本拠がある山口市朝田に本社を置く「株式会社大隅タクシー」と、山口市秋穂東に本社を置く「秋穂タクシー」が手がけている。宮野地区と秋穂地区ではコミュニティタクシー（乗合タクシー）を手がけるほか、湯田温泉・山口市街と山口宇部空港を結ぶ空港乗合タクシーを運行している。
観光バス事業は大隅タクシーの一部門（大隅タクシー観光部）が「おおすみ観光」の商号で営業している。山口県と広島県を営業エリアとしており、山口市湯田温泉と広島市東区に営業拠点を置いている。全国旅行業協会会員で、独自のバスツアー「パープルバスツアー」も手がけている。

## 葬祭事業
葬祭事業は、「株式会社大隅」が手がけている。県央部を中心に複合型葬儀場「おおすみ会館」6施設と小規模葬儀場「メモリスホール」3施設、葬祭に関する相談窓口「匠ギャラリーきずな館」「きずなギャラリー」を運営する。

## おおすみ歴史美術館
山口市湯田温泉のおおすみ観光山口営業所2階にあった、私営の歴史展示館。
1996年（平成8年）5月に、大隅企業創始者の大隅健一が収集した、木戸孝允など幕末維新の志士や山口県出身の歴代総理の書画、長州鍔など約230点を展示公開する施設として開館したが、2013年（平成25年）4月7日を以って閉館した。所蔵品は山口市に寄贈され、山口市歴史民俗資料館で保管・展示される予定。